# Hobby Lobby
Hobby Lobby Stores, Inc. или Hobby Lobby — американская компания розничной торговли. По состоянию на сентябрь 2024 года, управляет 1035 магазинами товаров для творчества и рукоделия в 48 штатах США (кроме Гавайев и Аляски). Компания находится в частной собственности семьи Грин, её штаб-квартира находится в Оклахома-Сити, штат Оклахома. Офисы компании также располагаются в Гонконге, Шэньчжэне и Иу.
Hobby Lobby, как правило, стремится арендовать объекты с большими площадями, ранее занятых супермаркетами или хозяйственными магазинами, в пригородных районах с высоким доходом. Это позволяет компании сэкономить 50–70% на более старом, существующем договоре аренды по сравнению с построением новой торговой площади, которые она считает критическими для их конкурентного преимущества в сфере продажи товаров для творчества и рукоделия. Площадь их торговых точек варьируется в размере до 90 000 квадратных футов (8 400 Квадратный метр|м²), а средний радиус проживания их клиентской базы — 10—15 миль (16–24 км).
Hobby Lobby принадлежит евангельским христианам: её основатель Дэвид Грин является сыном проповедника и так выражает принципы компании: «Почитание Господа во всем, что мы делаем, действуя в соответствии с библейскими принципами». Как и в случае с Chick-fil-A, все магазины Hobby Lobby закрыты по воскресеньям, чтобы «дать сотрудникам время для семьи и богослужений». Компания и её владельцы были предметом нескольких скандалов, включая обвинения в антисемитизме, гомофобии, дискриминации ЛГБТ, попытках евангелизировать публичные школы, «попытках лишить сотрудников доступа к противозачаточным средствам», «дискриминации и незаконной контрабанде артефактов, [а также] угрозе здоровья сотрудников во время пандемии коронавируса».

## История
В 1970 году Дэвид и Барбара Грин взяли в долг 600 долларов, чтобы начать делать миниатюрные рамки для фотографий у себя дома. Два года спустя Дэвид Грин открыл на северо-западе Оклахома-Сити магазин площадью 300 квадратных футов под названием Hobby Lobby. В 1975 году Грин покинул должность супервайзера TG&Y, чтобы открыть второй магазин. В следующем году он открыл ещё один магазин в Талсе. К середине 1982 года Hobby Lobby выросла до семи точек, в 1984 году открылся первый магазин за пределами Оклахомы. Когда в начале 1980-х годов Грин расширил сферу бизнеса, включив в неё продажу мебели и высококачественной кухонной посуды, это привело к убыткам ввиду замедления экономического роста Соединённых Штатов. Грин вернулся к продаже товаров для творчества и рукоделия, и к концу 1992 года сеть магазинов выросла до 50 филиалов в семи штатах.
14 сентября 2020 года Hobby Lobby объявила, что минимальная почасовая заработная плата за полный рабочий день будет повышена с 1 октября до 17 долларов по сравнению с минимальной заработной платой в 15 долларов, установленной в 2014 году. 1 января 2022 года компания вновь повысила минимальную заработную плату до 18,5 долларов США, а также увеличила минимальную почасовую заработную плату за неполный рабочий день на 18% до 13 долларов США. Очередное повышение оплаты труда произошло 1 октября 2024 года до 19,25 долларов, что на 19% выше медианной зарплаты по стране в 16,19 долларов. По заявлениям компании, с 2009 года она повышала минимальную заработную плату тринадцать раз.